# The After
The After ist ein britischer Kurzfilm von Misan Harriman aus dem Jahr 2023.

## Handlung
Ein Vater verliert bei einem Amoklauf mit einem Messer Frau und Tochter. Zwar kann er den Täter, der ein Messer bei sich trägt, überwinden, doch für seine Familie kommt jede Rettung zu spät. Der vorher erfolgreiche Geschäftsmann verliert dadurch den Halt in seinem Leben. Die Tat lässt ihn nicht mehr los. Er wird ein Uber-Fahrer und kehrt in seinen Fahrtpausen immer wieder an den Ort der Tat zurück. Als er eines Tages eine Familie nach Haus fährt, die der seinen zum Verwechseln ähnlich sieht, setzt er das streitende Pärchen zu Hause ab. Die Tochter geht widerwillig zum Hauseingang, dreht sich dann zu ihm um und umarmt ihn von hinten. Daraufhin bricht der Mann zusammen und weint längere Zeit auf dem Bordstein. Anschließend steht er wieder auf, steigt in sein Auto und fährt weg.

## Hintergrund
The After ist das Regiedebüt des Fotografen Misan Harriman. Es beruht auf einer Idee von ihm, das Drehbuch ist das Debüt von John Julius Schwabach. Hauptdarsteller David Oyelowo schloss sich dem Film als Schauspieler und Produzent an, nachdem er einige Fotografien von Harriman gesehen hatte, die dieser während der COVID-19-Pandemie und den Black-Lives-Matter-Demonstrationen gemacht hatte.

## Veröffentlichung
Der Film wurde von Netflix produziert. Seine Premiere hatte er auf dem HollyShorts Film Festival am 10. August 2023 und wurde dort als bester Kurzfilm ausgezeichnet. Er erreichte damit die Shortlist des Oscars und wurde für die Oscarverleihung 2024 als Bester Kurzfilm nominiert. Er wurde außerdem mit dem African-American Film Critics Award (AAFCA) als Bester Kurzfilm ausgezeichnet.
Sein Debüt auf Netflix hatte der Film am 25. Oktober 2023.
Eine Sondervorführung des Films am 15. November wurde von Meghan, Duchess of Sussex, in ihrem Privathaus in Montecito moderiert. Dabei war auch Hauptdarsteller David Oyelowo anwesend und die beiden diskutierten über den Film. Herzogin Meghan ist mit Regisseur und Hauptdarsteller befreundet.